# Sesta Godano
Sesta Godano este o comună din provincia La Spezia, regiunea Liguria, Italia, cu o populație de 1.275 locuitori (1 ianuarie 2023) și o suprafață de 67,78 km².

## Demografie
Sesta Godano - evoluția demografică

|  | Graficele sunt indisponibile din cauza unor probleme tehnice. Mai multe informații se găsesc la Phabricator și la wiki-ul MediaWiki. |

Date: Recensăminte sau birourile de statistică - grafică realizată de Wikipedia